# Баум (научно-производственное объединение)
Баум — российская компания, занимающаяся производством систем хранения данных.
Научно-производственное объединение Баум — создана в 2010 году. Среди продуктов данной компании — СХД Баум на основе Astra Linux. Компания также участвует в разработке флэш-карт Компания сотрудничает с различными российским фирмами.
В связи с переходом российских компаний на отечественные комплектующие производство компании НПО Баум является востребованным.
Компания расположена в 1 корпусе Энергомашиностроения МГТУ имени Баумана.

## Структура
- 2 Центра исследований и разработок.
- 17 партнёров- в т ч МГТУ имени Баумана, Межведомственный суперкомпьютерный центр, Intel, МЦСТ Эльбрус.
- 250 партнёрских и сервисных центров.
- 50 и более установок.

## Руководство
- Андрей Гантимуров — генеральный директор.